# Джованні да Мілано

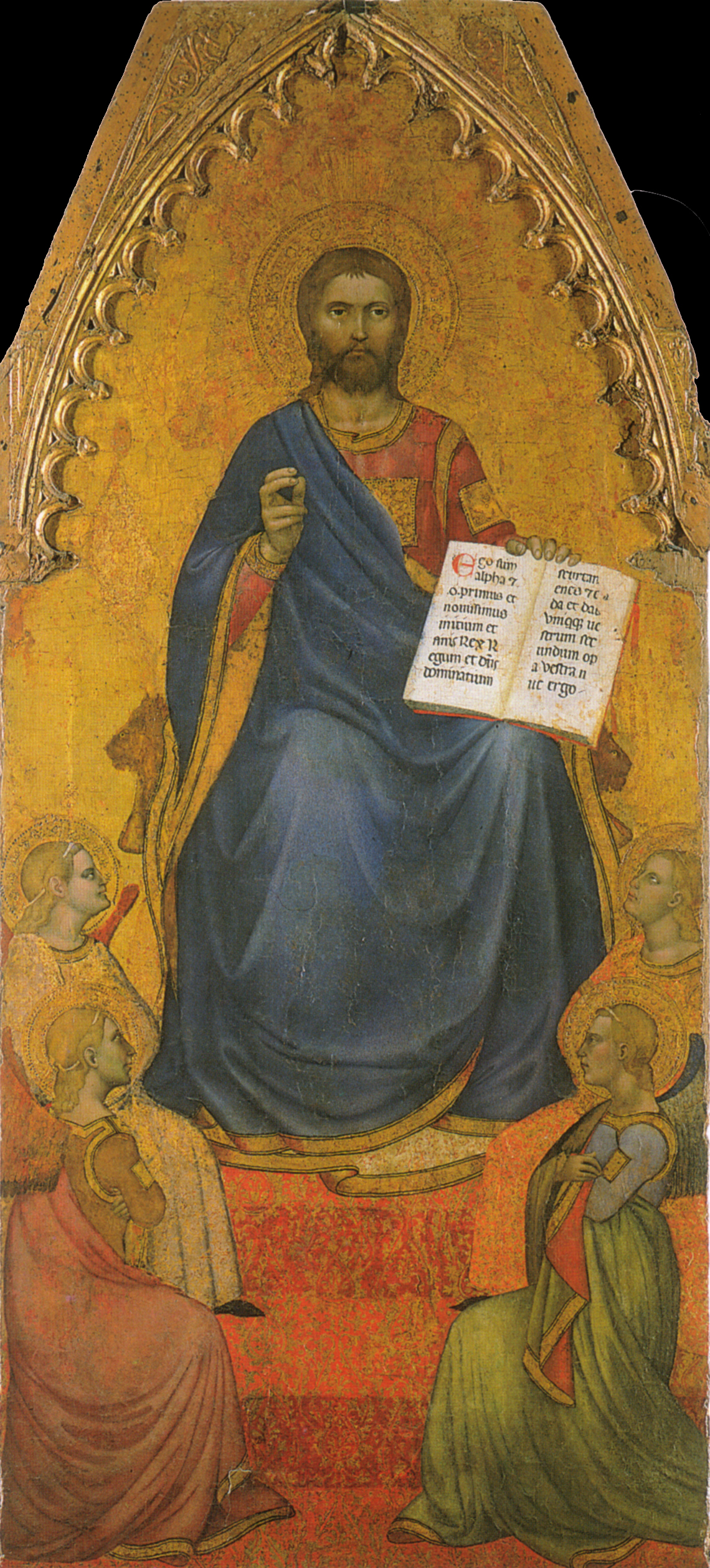
«Христос на троні з янголами, що йому вклюняються», 1371, Пінакотека Брера, Мілан

Джова́нні да Міла́но (італ. Giovanni da Milano; бл. 1325 — після 1369) — італійський живописець.

## Біографія
Справжнє ім'я — Джованні да Комо. Ймовірно, був родом з Мілана, звідки пішло його прізвище. Був одним з провідних представників ломбардської школи, що працювали у стилі інтернаціональної готики. Працював переважно у Флоренції і Римі.
Близько 1360 року Мілано оселився у Флоренції, де на замовлення Лапо ді Ліціо Гвідалотті виконав цикл фресок у каплиці Рінуцціні церкви Санта-Кроче. Цикл складається з двох частин, що включає п'ять сцен з життя Богоматері і п'ять епізодів з життя Марії Магдалини. Його можна розглядати як парафраз циклів Аньоло Гадді (в каплиці Барончеллі в церкві Санта-Кроче) і художників кола Джотто (в каплиці Магдалини у нижній церкві святого Франциска в Ассізі), вплив яких на творчість Мілано безсумнівний.

## Вибрані твори
- «Св. Франциск Ассізький», бл. 1360, Лувр, Париж
- «Оплакування Христа», 1365
- «Сцени з життя Марії Магдалини», 1365, каплиця Рінуцціні, церква Санта-Кроче, Флоренція
- «Сцени з життя Богоматері», 1365, каплиця Рінуцціні, церква Санта-Кроче, Флоренція
- «Поліптих усіх святих», до 1365. Галерея Уффіці, Флоренція
- «Христос на троні з янголами, що йому вклюняються», 1371, Пінакотека Брера, Мілан